# Кэлдэрары

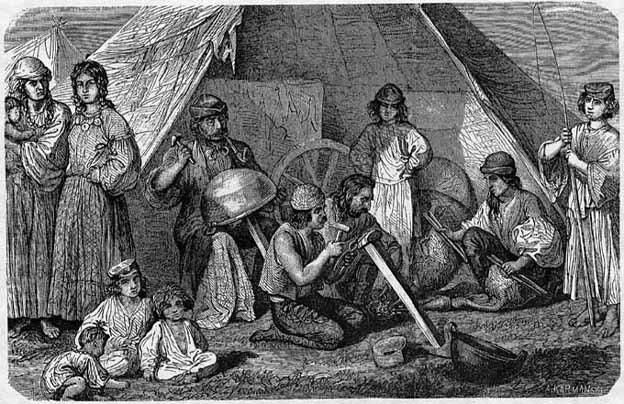
Войцех Герсон. Кэлдэрары в окрестностях Варшавы. Гравюра по рисунку с натуры, 1868

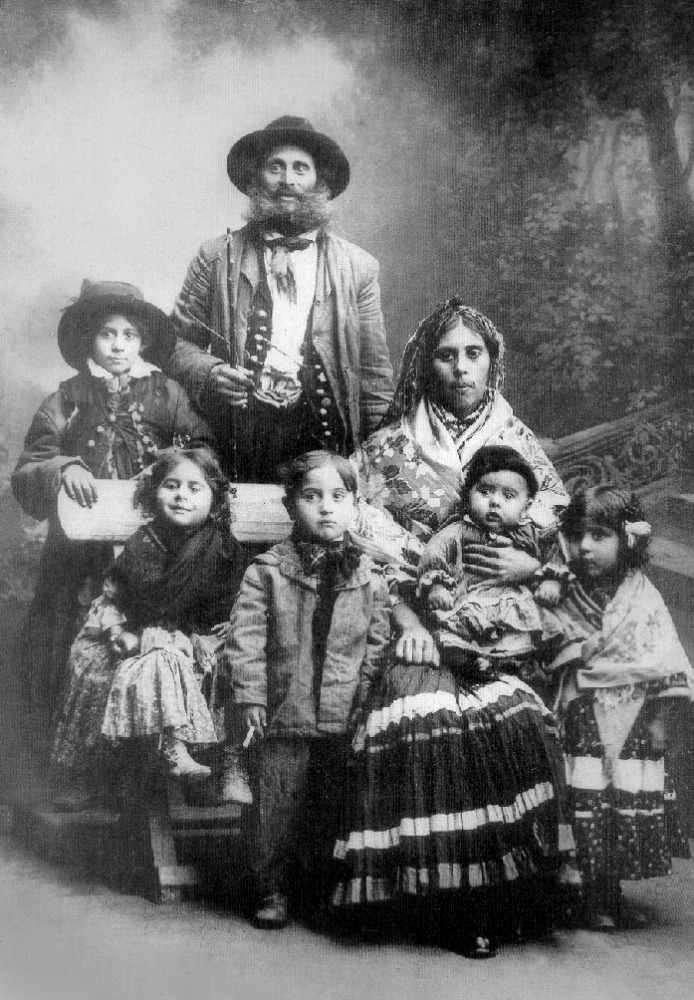
Цыгане-кэлдэрари. Фото начала XX века

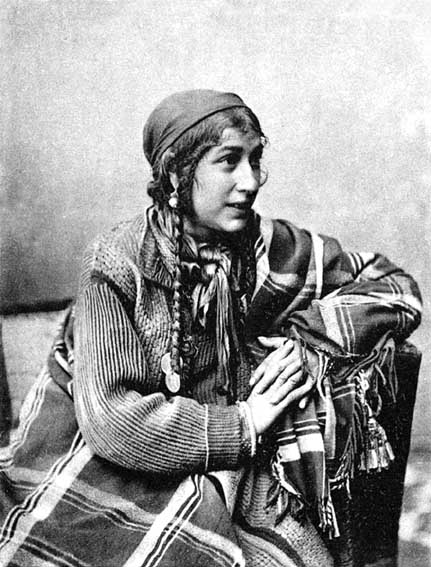
Кэлдэрарка. Дореволюционная открытка с оригинала нижегородского фотографа М. Дмитриева

Кэлдэра́ры (от рум. căldărari; также кэлдэраря, кэлдэра́ри, коте́льщики, котляры, в основном в России) — цыганская этническая группа, входящая в состав большой цыганской группы рома. Сформировались как этногруппа на территории Румынии. Делятся на ещё более мелкие группы: молдовая, сербия, грекуря и другие.
Одна из самых многочисленных и распространённых цыганских этнических групп в России и во всём мире. Кэлдэрары широко расселены по Европе и обеим Америкам.

## Происхождение названия
Традиционно занимались изготовлением и лужением котлов, что отразилось в их самоназвании, от рум. caldarar — котельщик, лудильщик. Существует также этноним котляры, распространённый, в основном, в России.

## История
Формировались и проживали до середины XIX века в Румынии, на румынско-венгерско-сербской языковой границе. Основным занятием было изготовление и лужение котлов. Этой деятельностью занимаются до настоящего времени. С середины XIX века начался массовый исход кэлдэраров из мест прежнего проживания и расселение по всему миру. Причины массового ухода, вероятнее всего, связаны с изменением социально-экономических условий, увеличением численности цыган и ограниченностью рынка сбыта, что вынуждало их осваивать новые территории. В Россию переселились из трансильвано-карпатского региона во второй половине XIX — начале XX веков.
Варшавская газета следующими словами описывает кэлдэрарское «вторжение» 1863 года:

Мы получили известия из Кракова, что несколько дней тому назад цыгане, дикие сыны венгерских степей, разбили лагерь возле Блоне. Это не те обычные бродяги, слоняющиеся по деревням и городкам, попрошайничая и приворовывая, но странствующие кузнецы. У них прекрасные фигуры, они хорошо сложены, с чистыми чертами лица и острым взглядом; на некоторых из них венгерская одежда, на других рубахи банатского фасона. Их предводитель имеет большой жезл, увенчанный серебром, как церемониймейстер сейма или привратник во дворце; он правит всем табором и улаживает его дела с властями внешнего мира. Толпы любопытных собирались поглядеть на кочевую жизнь цыган, и многие попытались узнать свою судьбу, ибо если эти цыгане — кузнецы, то их женщины — гадалки по ремеслу; говорят, что они заработали здесь своим гаданием даже больше, чем мужчины.
Накануне Первой мировой войны, когда Европа была в состоянии экономического подъёма, быстро росла сеть заведений общественного питания. Кэлдэрары предлагали обновить или изготовить котлы или чаны. Эти услуги пользовались спросом благодаря своей быстроте и качеству.
Представление о мобильности кэлдэраров даёт пример Миклоша Цороня, родившегося в Польше. Два года он кочевал по Российской империи, побывал в главных её городах и вернулся в Краков. Он проехал через Силезию, Прагу, Вену и Будапешт, посетил Трансильванию и Хорватию. Троих своих сыновей он женил на венгерских цыганках, одного на итальянской. Затем он ездил по Австрии, Италии, Франции и Германии и прибыл в Англию.

## Язык
Составляют нововла́шскую диалектную группу с заметным влиянием румынского языка. Говорят на кэлдэрарском диалекте цыганского языка. Диалект кэлдэраров архаичен, при этом характеризуется большим количеством заимствованных слов и суффиксов из румынского языка. У котляров также встречаются русские слова. Почти все кэлдэрары двуязычны.

## Расселение
Самая мобильная группа. В настоящее время кэлдэрары живут в Румынии, России, Украине, Молдавии, Чехии, Словакии, Сербии, Хорватии, Польше, Болгарии, Германии, Швеции, Дании, Франции, Италии, Испании, Великобритании, Канаде, США, Мексике, Колумбии, Перу, Аргентине, Бразилии и многих других странах.
Вторая по численности (после руска рома) группа цыган в современной России. Плотно расселены в Центральной России. В России проживают отдельными компактными поселениями с краю или часто — в стороне от населённых пунктов. Численность таких поселений может достигать 500 семей, например, в Ивановской области, в городе Малоярославце Калужской области, в посёлке Осельки Ленинградской области. Как правило, именно в таких поселениях наблюдаются самые крупные проблемы с отсутствием инфраструктуры, социального и медицинского обслуживания, доступностью и качеством школьного образования.

## Культура
Одна из наиболее ортодоксальных групп цыган, в частности, наименее адаптированная к российскому социуму. Сохраняются социальная организация и общинные институты — этнический суд и институт осквернения, в том числе как санкция. В России и ряде других стран исповедуют православие. Замужние женщины носят традиционный костюм. Мужчины традиционно занимались изготовлением и ремонтом металлической посуды, женщины сбывали продукцию и занимались гаданием. В советский период традиционные занятия трансформировались, сменившись на работу по установке парового отопления, металлоработы для предприятий и др.. К настоящему времени многие семьи лишились постоянного заработка, другие нашли нишу на современном рынке услуг, но всё более острой становится необходимость социокультурной адаптации и повышения уровня образования.
Кэлдэрары являются создателями национального цыганского костюма и хранителями традиций. Костюм кэлдэраров стал во всём мире эталоном и оказал влияние на костюм других групп цыган.
Фольклор отличается своеобразием и богатством. Присутствуют так называемые эпические песни, сюжеты которых заимствованы преимущественно у народов Юго-Восточной Европы. Пели и плясали цыгане этой группы только для себя, поскольку были народом ремесленников. В России в 1930-е годы мужчины не пускали жён плясать на клубной сцене, поскольку сами сидели в зале и считали недопустимым, чтобы женщина вдруг находилась выше их. Выходцев из венгерских таборов длительное время было очень мало в российских цыганских ансамблях, только в последние несколько десятилетий эти ограничения перестали действовать.

## Известные кэлдэрары
- Боянов, Васил Траянов (Азис) — болгарский поп-фолк певец
- Владислав Петрович Деметер — журналист, педагог, хормейстер
- Пётр Григорьевич Деметер — певец, артист, поэт, писатель, композитор, Народный артист России
- Надежда Георгиевна Деметер — этнограф, общественный деятель
- Пётр Степанович Деметер — композитор
- Георгий Степанович Деметер — профессор, кандидат педагогических наук, составитель цыганско-русского и русско-цыганского словарей
- Роман Степанович Деметер — поэт, кандидат педагогических наук, составитель цыганско-русского и русско-цыганского словарей
- Эмиль Деметер — писатель
- Ольга Деметер-Чарская — артистка, поэтесса, писательница
- Тамара Деметер — художник, модельер-дизайнер по цыганским костюмам
- Ли, Рональд — писатель, автор учебника по цыганскому языку, общественный деятель
- Максимов, Матео — писатель, пастор
- Петрович, Олег (Мурша Сапорони) — писатель
- Тайкон, Катарина — шведская детская писательница